# Xylocopa gribodoi
Xylocopa gribodoi är en biart som beskrevs av Paolo Magretti 1892.
Xylocopa gribodoi ingår i släktet snickarbin och familjen långtungebin. Inga underarter finns listade i Catalogue of Life.